# 楊氏熟
楊氏熟（越南语：／；1868年4月18日—1944年9月17日），恩封富國公楊光向之女，阮朝同慶帝的侧室，啟定帝的生母。

## 生平
楊氏熟是承天府富祿縣安居總忠虔邑人，嗣德二十二年三月二十六日（1868年4月18日）出生。後成為同慶帝府妾。咸宜元年九月初一日（1885年10月8日）生下啟定帝。同慶元年（1886年）封其為六階婕妤。成泰元年（1889年）晉封為四階和嬪。維新八年（1914年），維新帝晉封她為三階宜嬪，並允許前往她的兒子奉化公府第居住。
啟定元年九月初二日（1916年9月28日），啟定帝尊她為皇太妃，生日稱為僊壽節。啟定帝在提到楊氏熟時，總是尊稱她為僊母。
啟定八年（1923年）十月，給她上徽號坤儀皇太后（越南语：／），又被稱為僊宮皇太后，俗稱德僊宮。
保大八年二月二十五日（1933年3月20日），保大帝晉尊其為坤儀昌德太皇太后（越南语：／）。
保大十九年八月初一日（1944年9月17日），坤儀太皇太后去世，保大帝追谥为佑天相聖坤儀昌德寬厚慈和壽康莊肅純皇后（越南语：／），葬於承天府香水縣安舊社，號為思聰陵（越南语：／），民間俗稱僊宮陵（越南语：／），又稱為萬萬陵（越南语：／）。